# Рупчев Владлен Кирилович
Владле́н Кири́лович Ру́пчев (нар. 3 березня 1925, село Преслав, тепер Бердянського району Запорізької області — ?) — радянський діяч, секретар Волинського обласного комітету КПУ, 1-й секретар Володимир-Волинського районного комітету КПУ Волинської області.

## Біографія
Походив з родини болгарських переселенців.
З вересня 1941 до 1946 року — в Червоній армії, учасник німецько-радянської війни. Служив комсомольським організатором 5-го окремого штурмового інженерно-саперного батальйону 1-ї штурмової комсомольської інженерно-саперної бригади 38-го окремого інженерно-саперного полку. З жовтня 1944 по 1945 рік був командиром взводу 14-го окремого саперного батальйону 5-ї Саксонської стрілецької дивізії 2-ї армії Війська Польського. Воював на Південному, Закавказькому, Західному, 1-му Білоруському, 1-му Українському фронтах.
Член ВКП(б) з 1943 року.
На 1957—1958 роки — голова колгоспу імені Свердлова Луцького району Волинської області.
Закінчив Вищу партійну школу при ЦК КПРС.
До 1962 року — 1-й секретар Турійського районного комітету КПУ Волинської області.
У 1962—1965 роках — секретар партійного комітету Володимир-Волинського колгоспно-радгоспного виробничого управління Волинської області.
З січня 1965 року — 1-й секретар Володимир-Волинського районного комітету КПУ Волинської області.
З липня 1970 до 16 березня 1973 року — завідувач відділу адміністративних і торгово-фінансових органів Волинського обласного комітету КПУ.
16 березня 1973 — вересень 1978 року — секретар Волинського обласного комітету КПУ.
У 1978 — після 1983 року — начальник управління кінофікації виконавчого комітету Волинської обласної ради депутатів трудящих.

## Звання
- старший сержант
- молодший лейтенант
- лейтенант

## Нагороди та відзнаки
- орден Трудового Червоного Прапора (26.02.1958)
- орден Червоної Зірки (30.08.1945)
- ордени
- медаль «За бойові заслуги» (10.09.1943)
- медаль «За відвагу» (31.10.1943)
- медаль «За оборону Кавказу» (1.05.1944)
- медаль «За взяття Берліна»
- медаль «За перемогу над Німеччиною у Великій Вітчизняній війні 1941—1945 рр.»
- медалі
- Грамота Президії Верховної Ради УРСР (4.03.1975)